# استماع انعكاسي
الاستماع الانعكاسي (بالإنجليزية: Reflective listening)‏ هو إستراتيجية تواصل تتضمن خطوتين رئيسيتين: السعي لفهم فكرة المتحدث، ثم إعادة الفكرة إلى المتحدث، لتأكيد أن الفكرة قد فُهمت بشكل صحيح. الاستماع الانعكاسي هو استراتيجية أكثر تحديدًا من أساليب الإنصات الإيجابي .

## شكل من أشكال التعاطف
نشأ الاستماع الانعكاسي من مدرسة كارل روجرز للعلاج المتمحور حول العميل في نظرية الإرشاد. والأمر لا يقتصر على تكرار ما قيل كلمة بكلمة، ولكن الاستماع الانعكاسي هو ممارسة للتعبير بفهم حقيقي. والتقمص الوجداني هو محور نهج روجرز. يحتاج الاستماع الانعكاسي إلى ممارسة، ويجب أن يكون هناك اهتمام صادق أثناء الاستماع إلى المتحدث حتى يتمكن من التعبير عن نفسه حقًا.

## أسلوب التواصل
الاستماع الانعكاسي هو أحد المهارات الأساسية للمقابلات الدافعية، وهو أسلوب تواصل يعمل بشكل تعاوني لتشجيع التغيير. فعند التفكير في كلمات الشخص المتحدث، ضع في اعتبارك لهجته والأدلة غير اللفظية الأخرى لخلق انعكاس.
ثمة أوقات في الحياة اليومية يمكن أن يكون فيها الاستماع الانعكاسي مفيدًا. على سبيل المثال، إذا كان أحد أحبائك يعاني من الاكتئاب ولم يكن صادقًا بشأن مشاعره، فقد يكون استخدام الاستماع الانعكاسي استراتيجية فعالة لمساعدته على الانفتاح.
يقترح الدكتور كزافييه أمادور أنه إذا ادعى شريكك أنه بخير، فيمكنك الرد: "ما تخبرني به هو أنه لا يوجد شيء خطأ، هل هذا صحيح؟ هل يمكنني إخبارك بما لاحظته؟ " يمكن أن تعطي هذه الأسئلة للطرف الآخر شعوراً بالتقدير، لأنه في بعض الأحيان يريد فقط أن يُستمع إليه، بدون تقديم المشورة لهم على الفور.
الاستماع الانعكاسي هو عنصر حاسم في مختلف المهن التي تتطلب التواصل المباشر مع الآخرين. يمكن أن يؤدي عدم فهم احتياجات الشخص المتحدث إلى حدوث أخطاء في العمل مثل عدم حل المشكلات أو عدم اتخاذ القرارات بسرعة.

## تطبيق إضافي
وجد ان الاستماع الانعكاسي يكون فعالاً في بيئة علاجية. إذ يسمح التعاطف بالاستماع بفهم أفضل للسياق بين الطرفين. أفاد الأشخاص الذين يتلقون الاستماع الانعكاسي من مستشار عن علاقة علاجية أفضل والمزيد من الكشف عن المشاعر. ومع وجود علاقة إيجابية بين الطرفين يتحقق الاستماع الانعكاسي، وتظهر فرصة متزايدة للتعافي.
شارك طلاب في دراسة نوعية تستخدم الموسيقى، وتحديداً كلمات الأغاني، لتعزيز مهارات الاستماع الانعكاسية لديهم. من خلال تفسير المشاعر والاحساسيس من كلمات الأغنية، يستطيع هؤلاء المشاركون التعرف على الرسائل المخفية وهي مهارة يمكنهم نقلها للاستماع إلى عملائهم في المستقبل.

## أنظر أيضا
- لغة نظيفة
- التركيز (العلاج النفسي)
- المقابلات التحفيزية